# Beklina
Beklina 1 (Beclin 1, BECN1) – białko spustowe autofagii. Oddziałuje z rodziną białek Bcl-2.
Ma na swoim N-końcu domenę BH3, za pośrednictwem której łączy się z domeną receptorową BH3 białek anty-apoptotycznych oraz proapoptotycznych.